# Tanzânia nos Jogos Paralímpicos de Verão de 2016
A Tanzânia participou dos Jogos Paralímpicos de Verão de 2016, que foram realizados na cidade do Rio de Janeiro, no Brasil, entre os dias 7 e 18 de setembro de 2016.

## Atletismo
Masculino
Campo
| Atletas      | Evento                              | Marca | Posição |
| ------------ | ----------------------------------- | ----- | ------- |
| Ignas Mtweve | Arremesso de disco masculino F54-56 | 22.91 | 10      |